# Vagabond Heart
Vagabond Heart – szesnasty studyjny album angielskiego piosenkarza rockowego Roda Stewarta. Wydany został w 1991 roku przez Warner Bros. Records. Album dotarł do 10. miejsca na listach przebojów w USA i 2. w Wielkiej Brytanii.

## Lista utworów
1. „Rhythm of My Heart” (Mark T. Jordan, John Capek)
2. „Rebel Heart” (Stewart, Jeff Golub, Chuck Kentis, Carmine Rojas)
3. „Broken Arrow” (Robbie Robertson)
4. „It Takes Two” (duet z Tiną Turner) (William „Mickey” Stevenson, Sylvia Moy)
5. „When a Man's in Love” (Stewart, Jeff Golub, Chuck Kentis, Carmine Rojas)
6. „You Are Everything” (Thom Bell, Linda Creed)
7. „The Motown Song” (Larry John McNally)
8. „Go Out Dancing” (Stewart, Jeff Golub, Chuck Kentis)
9. „No Holding Back” (Stewart, Jim Cregan, Kevin Savigar)
10. „Have I Told You Lately” (Van Morrison)
11. „Moment of Glory” (Stewart, Jeff Golub, Chuck Kentis, Carmine Rojas)
12. „If Only” (Stewart, Jim Cregan, Kevin Savigar)

## Pozycja na listach
| Rok  | Lista                        | Pozycja |
| ---- | ---------------------------- | ------- |
| 1991 | Australian ARIA Albums Chart | 1       |